# Liparis (orquídea)
Liparis (em português: Lípare ou Lípara)   é um género botânico pertencente à família das orquídeas (Orchidaceæ). Foi proposto por L.C.Richard, publicado em De Orchideis Europaeis Annotationes 21, 30, 38, em 1817. É tipificado pela Liparis loeselii (L.) Rich., originalmente publicada por Lineu como Ophrys loeselii L., em 1753. Pensa-se que o gênero existe, aproximadamente há 80 milhões de anos.

## Etimologia
O nome deste gênero deriva da latinização da palavra grega: λιπαρός (liparós), que significa “gorduroso” ou “brilhante”; em referência ao aspecto das suas folhas.

## Distribuição
O gênero é composto por mais de 300 espécies de ervas terrestres ou epífitas, dos campos e matas úmidas. A grande maioria das espécies habita a Oceania, África e Ásia, apenas cinco ou seis espécies, muito parecidas entre sí, são nativas do território brasileiro, encontradiças em matas secundárias ou campos abertos, sobre detritos vegetais.

## Discussão
Liparis é um gênero polifilético formado por pelo menos cinco diferentes clados. Espera-se para breve uma nova proposta de circusncrição deste gênero com a aceitação de alguns dos gêneros relacionados como sinônimos na caixa taxonômica ao lado.
Caracterizam-se atualmente, dentre os gêneros desta tribo, por apresentarem flores espaçadas em rácimos e não em umbelas.
No caso das espécies brasileiras, as flores são pequenas, mas maiores do que em Malaxis, que é o outro gênero desta tribo presente no Brasil, e têm labelo avermelhado ou manchado de vermelho, enrolado para trás, e sépalas e pétalas verde-claras ou de amarélo pálido. Algumas das espécies dete gênero são muito variáveis, outras apresentam seus pseudobulbos semi enterrados para sobreviver aos incêndios nos campos. Diferenciam-se ainda de Malaxis por apresentarem pseudobulbos maiores que aquelas.